# Urlaubsschein nach Paris
Urlaubsschein nach Paris (Originaltitel: The Perfect Furlough) ist eine romantische Filmkomödie von Blake Edwards aus dem Jahr 1958 mit dem Schauspieler-Ehepaar Tony Curtis und Janet Leigh in den Hauptrollen. Das Drehbuch verfasste Stanley Shapiro, der ein Jahr später erneut mit Edwards und Curtis bei der Filmkomödie Unternehmen Petticoat zusammenarbeiten sollte.

## Handlung
Die United States Army hat ein Problem mit über 100 männlichen Soldaten, die seit fast einem Jahr auf einem isolierten Stützpunkt in der Arktis stationiert sind und aufgrund ihrer Isolation psychische Probleme bekommen haben. Sie haben den Sinn für militärische Disziplin verloren, gehen ihren Pflichten nicht mehr richtig nach und ihre Moral ist am Boden zerstört.
Da es unmöglich ist, allen Soldaten Urlaub zu gewähren, hält der verantwortliche Kommandant in den USA ein Treffen ab, um eine Lösung für die Soldaten zu finden. Die Armeepsychiaterin Leutnant Vicky Loren schlägt vor, dass die Soldaten auf dem abgelegenen Stützpunkt untereinander entscheiden, was „der perfekte Urlaub“ wäre, indem sie eine Lotterie veranstalten, bei der ein glücklicher Soldat mit den übrigen Soldaten, die stellvertretend durch ihn leben, in den Urlaub gehen würde. Die Soldaten beschließen, eine Reise mit dem als Sexsymbol geltenden Filmstar Sandra Roca nach Paris sei ein perfekter Urlaub.
Der intrigante Unteroffizier Paul Hodges gewinnt im Lotto und reist für drei Wochen nach Paris, Frankreich. Die Armee befürchtet, dass Hodges’ Ruf als Frauenheld die Armee in Verlegenheit bringen könnte, falls er mit dem Filmstar zusammenkommt. Lt. Loren und zwei Militärpolizisten überwachen Hodges ständig, doch Hodges plant, bei Sandra zu punkten.

## Hintergrund
- Die Hauptrollen des Films wurden mit dem echten Ehepaar Tony Curtis und Janet Leigh besetzt.
- Der Film wurde von CinemaScope und Eastmancolor produziert.